# 舞鶴若狭自動車道
舞鶴若狭自動車道（まいづるわかさじどうしゃどう、英語: MAIZURU-WAKASA EXPWY）は、兵庫県三木市の吉川ジャンクション (JCT) から福井県敦賀市の敦賀JCTへ至る高速道路（高速自動車国道）である。略称は舞鶴若狭道（まいづるわかさどう）、舞若道（まいわかどう）。2014年（平成26年）7月20日に全線開通した。
高速道路ナンバリングによる路線番号は、「E27」が割り振られている。

## 概要
吉川JCTを起点とし、京都府北部や若狭湾岸（嶺南）を経由して敦賀JCTに至る。阪神地域と丹波・丹後・若狭地域を結ぶ役割が大きい。
この道路を利用すると、北陸自動車道と中国自動車道や山陽自動車道の相互間を京阪神を経由せずに直通できる。1995年（平成7年）に発生した阪神・淡路大震災の際は、中国自動車道や阪神高速道路などが神戸や宝塚周辺で不通となったが、この時は東から西へ向かうトラックが、当時未供用だった敦賀インターチェンジ (IC)  - 舞鶴西IC間を並行する国道27号に集中したことから、災害時における迂回路としても期待される。
当初は舞鶴自動車道（舞鶴道）という名称であったが、2003年（平成15年）3月9日の舞鶴東IC - 小浜西IC間の開通に合わせて、舞鶴若狭自動車道に改称された。
法令上の正式な路線名は近畿自動車道敦賀線である。なお、第四次全国総合開発計画以前は近畿自動車道舞鶴線となっていた。このほか、一部地域では「近舞線（きんまいせん）」と呼ばれることがあるほか、福井県では現名称に改められるまでの間、メディアや行政ではこの路線名の略称である近敦線（きんつるせん）または敦賀自動車道（敦賀道）と呼ばれていた。2014年（平成26年）2月24日には、福井県や嶺南市町などでつくる「海湖（うみ）と歴史の若狭路」発信事業実行委員会が福井県内区間の愛称を一般公募し、「若狭さとうみハイウェイ」としている。
2010年（平成22年）6月28日から2011年（平成23年）6月19日まで供用済み区間の全線で高速道路無料化社会実験が行われていた 。本州で高速道路無料化社会実験を実施している区間の中で最も距離が長かった。
2014年（平成26年）7月20日の全線開通により、吉川JCTから敦賀JCT間の距離が従来の北陸道・名神高速経由に比べて約33 km 短縮されるため、北陸道敦賀IC以東から中国道西宮北IC以西に向かう場合には最短距離が短縮された。この結果、該当区間では従来より料金が安くなった（以下、脚注内での値段表記は開通当時のもの。2019年10月の消費増税により現在はこの値段ではない）。また、距離的には短縮されていない区間でも、最安値のルートがキロ単価の割高な大都市近郊区間を通過しなくなったので安くなった区間がある。さらに、ETCを利用する普通車・軽自動車の場合、最短距離は短縮してないものの、大都市近郊区間において割引の適用されないETC休日割引が、（大都市近郊区間ではない）舞鶴若狭道を経由する経路で計算されることで割引が適用される区間の距離が伸びることにより、従来より安くなった区間がある例：。

## インターチェンジなど
- IC番号欄の背景色が■である区間は既開通区間に存在する。
施設欄の背景色が■である区間は未開通区間または未供用施設に該当する。
- スマートインターチェンジ (SIC) 等のETC専用ICは背景色■で示す。
- バスストップ (BS) のうち、○/●は運用中、◆は休止中の施設。無印はBSなし。
福知山ICは△としている。これは当該BSは本自動車道に属すIC設備に併設されているBSが休止中で、IC近隣に設置された施設のBSが運用中のためである。しかし実際の運用上の扱いは同じである。
- 英略字は以下の項目を示す。
IC：インターチェンジ、SIC：スマートインターチェンジ、JCT：ジャンクション、SA：サービスエリア、PA：パーキングエリア、TB：本線料金所、BS：バスストップ

| IC 番号 | 施設名         | 接続路線名                                 | 起点 から （km） | BS | 備考                    | 所在地 | 所在地            |
| ------- | -------------- | ------------------------------------------ | ---------------- | -- | ----------------------- | ------ | ----------------- |
| 6       | 吉川JCT        | E2A 中国自動車道                           | 0.0              | -  |                         | 兵庫県 | 三木市            |
| -       | 上荒川PA       | -                                          | 1.5              | ◆  |                         | 兵庫県 | 三木市            |
| 1       | 三田西IC       | 県道92号三田西インター線                   | 4.3              | ○  |                         | 兵庫県 | 三田市            |
| -       | 大川瀬BS       | -                                          | 8.5              | ◆  |                         | 兵庫県 | 三田市            |
| -       | 古森BS         | -                                          | 14.2             | ◆  |                         | 兵庫県 | 丹波篠山市        |
| 2       | 丹南篠山口IC   | 県道94号丹南篠山口インター線               | 22.5             | ◆  |                         | 兵庫県 | 丹波篠山市        |
| -       | 西紀SA         | -                                          | 25.6             | ◆  |                         | 兵庫県 | 丹波篠山市        |
| -       | 中山BS         | -                                          | 32.7             | ◆  |                         | 兵庫県 | 丹波市            |
| 3       | 春日IC         | 国道175号                                  | 36.5             | ○  |                         | 兵庫県 | 丹波市            |
| 3       | 春日JCT        | E72 北近畿豊岡自動車道                     | 36.5             | -  |                         | 兵庫県 | 丹波市            |
| -       | 市島BS         | -                                          | 41.9             | ◆  |                         | 兵庫県 | 丹波市            |
| -       | 六人部PA       | -                                          | 49.8 50.0        | ◆  | 上り線 下り線           | 京都府 | 福知山市          |
| 4       | 福知山IC       | 国道9号                                    | 53.5             | △  |                         | 京都府 | 福知山市          |
| 5       | 綾部IC         | 府道77号綾部インター線                     | 63.9             |    |                         | 京都府 | 綾部市            |
| 6       | 綾部JCT        | E9 京都縦貫自動車道                        | 68.3             | -  | 京都縦貫道のIC番号は3   | 京都府 | 綾部市            |
| -       | 綾部PA         | -                                          | 70.7             |    |                         | 京都府 | 綾部市            |
| 7       | 舞鶴西IC       | 国道27号 府道27号池辺京田線                | 76.3             |    | この先敦賀方面 対面通行 | 京都府 | 舞鶴市            |
| 8       | 舞鶴東IC       | 府道28号小倉西舞鶴線                       | 87.0             |    |                         | 京都府 | 舞鶴市            |
| -       | 舞鶴PA         | -                                          | 89.8             |    |                         | 京都府 | 舞鶴市            |
| 9       | 大飯高浜IC     | 県道16号坂本高浜線                         | 100.0            |    |                         | 福井県 | 大飯郡 おおい町   |
| 10      | 小浜西IC       | 国道27号                                   | 111.5            |    |                         | 福井県 | 小浜市            |
| -       | 加斗PA         | -                                          | 112.8            |    |                         | 福井県 | 小浜市            |
| 11      | 小浜IC         | 県道24号小浜上中線 県道267号小浜インター線 | 122.8            |    |                         | 福井県 | 小浜市            |
| 12      | 若狭上中IC     | 県道22号上中田烏線                         | 132.4            |    |                         | 福井県 | 三方上中郡 若狭町 |
| 12-1    | 三方五湖PA/SIC | 若狭梅街道線                               | 139.4            |    |                         | 福井県 | 三方上中郡 若狭町 |
| 13      | 若狭三方IC     | 国道27号                                   | 141.6            |    |                         | 福井県 | 三方上中郡 若狭町 |
| 14      | 若狭美浜IC     | 国道27号（美浜東バイパス）                 | 148.8            |    |                         | 福井県 | 三方郡 美浜町     |
| 15      | 敦賀南SIC      | 県道211号山櫛林線（市道経由）              | 155.1            |    |                         | 福井県 | 敦賀市            |
| 3-1     | 敦賀JCT        | E8 北陸自動車道                            | 161.8            | -  | キロポストは161.3KPまで | 福井県 | 敦賀市            |

## 歴史
当初は他の高速道路網と接続しない状態で供用を開始したが、1988年の中国自動車道との接続後は一貫して西側から東側へ順次延伸されている。
| 1987 | (3月)丹南篠山口IC - 福知山IC |
| 1988 | (3月)吉川JCT - 丹南篠山口IC  |
| 1989 |                              |
| 1990 |                              |
| 1991 | (3月)福知山IC - 舞鶴西IC     |
| 1992 |                              |
| 1993 |                              |
| 1994 |                              |
| 1995 |                              |
| 1996 |                              |
| 1997 |                              |
| 1998 | (3月)舞鶴西IC - 舞鶴東IC     |
| 1999 |                              |
| 2000 |                              |
| 2001 |                              |
| 2002 |                              |
| 2003 | (3月)舞鶴東IC - 小浜西IC     |
| 2004 |                              |
| 2005 |                              |
| 2006 |                              |
| 2007 |                              |
| 2008 |                              |
| 2009 |                              |
| 2010 |                              |
| 2011 | (7月)小浜西IC - 小浜IC       |
| 2012 |                              |
| 2013 |                              |
| 2014 | (7月)小浜IC - 敦賀JCT        |

- 1987年（昭和62年）3月18日 : 舞鶴自動車道として、丹南篠山口IC - 福知山IC間の供用を開始する。
- 1988年（昭和63年）3月24日 : 吉川JCT - 丹南篠山口IC間の供用を開始し、中国自動車道と接続する。
- 1989年（平成元年）2月27日 : 舞鶴 - 敦賀間の基本計画が決定する。
- 1991年（平成3年）
  - 3月26日 : 福知山IC - 舞鶴西IC間の供用を開始する。
  - 12月3日 : 舞鶴 - 大飯（小浜市岡津）間の整備計画が決定する。
- 1992年（平成4年）11月19日 : 舞鶴 - 大飯（小浜市岡津）間の施工命令が発令される。
- 1996年（平成8年）
  - 11月26日 : 小浜市 - 敦賀市間の都市計画決定（若狭縦貫自動車道3路線）がなされる。
  - 12月27日 : 大飯（小浜市岡津） - 敦賀間の整備計画が決定する。
- 1998年（平成10年）
  - 3月8日 : 綾部JCTの供用を開始し、京都縦貫自動車道（綾部宮津道路）と接続する。当時は、舞鶴自動車道綾部IC方面 - 京都縦貫自動車道舞鶴大江IC方面の連絡のみのハーフJCTであった。
  - 3月18日 : 舞鶴西IC - 舞鶴東IC間が供用を開始する。
  - 4月8日 : 大飯（小浜市岡津） - 小浜間の施行命令が発令される。
  - 12月25日 : 小浜 - 敦賀間の施行命令が発令される。
- 2000年（平成12年） : 当初、敦賀方面延伸までの仮出入口として整備する方針だった小浜市岡津を、小浜西ICとして整備する事が決定する。
- 2003年（平成15年）
  - 3月1日 : 綾部JCTがフルJCTとなる。
  - 3月9日 : 舞鶴東IC - 小浜西IC間の供用を開始するとともに、道路名を舞鶴若狭自動車道に名称変更。
  - 3月27日 : 京都縦貫自動車道（丹波綾部道路）が供用を開始し、綾部JCTで同道と接続する。
- 2005年（平成17年）
  - 4月17日 : 北近畿豊岡自動車道（春日和田山道路）が供用を開始し、春日ICで同道と接続する。
  - 10月1日 : 日本道路公団の民営化に伴い、吉川JCT - 小浜西IC間の建設・管理業務が同公団から西日本高速道路株式会社に承継される。
- 2006年（平成18年）～2007年（平成19年）：福井県埋蔵文化財調査センターによって、舞鶴若狭自動車道の建設工事に伴うユリ遺跡の発掘調査が行われる[7]。
- 2010年（平成22年）6月28日 : 供用済み区間の全線で高速道路無料化社会実験を開始する。
- 2011年（平成23年）
  - 6月19日 : 高速道路無料化社会実験が一時凍結される。
  - 7月16日 : 小浜西IC - 小浜IC間の供用を開始する[8]。
- 2012年（平成24年）4月20日 : 敦賀南スマートICの連結が許可される[9]。
- 2013年（平成25年）
  - 2月12日 : 事業休止中であった福知山IC - 舞鶴西IC間の4車線化工事が、平成25年度より再開することが明らかになる。
  - 6月11日 : 三方PAスマートICの連結が許可される[10]。
- 2014年（平成26年）7月20日 : 小浜IC - 敦賀JCT間開通に伴い北陸自動車道と接続し、全線開通[2][3][4]。
- 2017年（平成29年）3月25日 : 敦賀南スマートIC供用開始[11]。
- 2018年（平成30年）
  - 3月24日 : 三方五湖スマートIC供用開始[12]。
  - 11月3日 : 綾部PA - 舞鶴西IC間4車線化[13]。
- 2019年（平成31年/令和元年）
  - 3月29日 : 舞鶴東IC - 大飯高浜IC間、大飯高浜IC - 小浜西IC間の一部において、国土交通省より4車線化工事の事業許可を受ける[14]。
  - 9月4日：国土交通省が舞鶴若狭道の暫定2車線区間のうち、舞鶴東IC - 若狭上中IC間と三方五湖PA/SIC - 若狭三方IC間を10 - 15年後を目処に4車線化する優先整備区間に選定する方針を発表[15][16][17]。
- 2020年（令和2年）
  - 3月10日 : 国土交通省が舞鶴若狭道の4車線化優先整備区間のうち、2020年度に新たに4車線化事業に着手する候補箇所として大飯高浜IC - 小浜西IC間を選定[18][19][20]。
  - 3月31日：大飯高浜IC - 小浜西IC間の4車線化について国土交通省より事業許可を受ける[21]。
- 2021年（令和3年）
  - 1月30日：福知山IC - 綾部IC間の4車線化工事区間が、上下対面通行から上下分離通行に変更[22]。
  - 3月26日 : 福知山IC - 綾部IC間4車線化[23]。
- 2022年（令和4年）
  - 3月4日 : 国土交通省が舞鶴若狭道の4車線化優先整備区間のうち、2022年度に新たに4車線化事業に着手する候補箇所として小浜西IC - 小浜IC間を選定[24][25]。
  - 3月30日：小浜西IC - 小浜IC間において、国土交通省より4車線化工事の事業許可を受ける[26]。
- 2024年（令和6年）
  - 3月1日：国土交通省が4車線化優先整備区間のうち、2024年度に新たに4車線化準備調査に着手する候補箇所として三方五湖SIC - 若狭三方IC間の一部（延長1.6 km）を選定[27]。
  - 3月27日：三方五湖SIC - 若狭三方IC間の一部（延長1.6 km）において、国土交通省より4車線化準備調査の事業許可を受ける[28]。

## 路線状況

### 車線・最高速度
| 区間               | 車線   | 車線   | 車線   | 最高速度 | 設計速度 | 備考     |
| 区間               | 上下線 | 上り線 | 下り線 | 最高速度 | 設計速度 | 備考     |
| ------------------ | ------ | ------ | ------ | -------- | -------- | -------- |
| 吉川JCT - 舞鶴西IC | 4      | 2      | 2      | 80 km/h  | 80 km/h  |          |
| 舞鶴西IC - 敦賀JCT | 2      | 1      | 1      | 70 km/h  | 80 km/h  | ※1 ※2 ※3 |

- ※1 : 暫定2車線。
- ※2 : 舞鶴東IC - 若狭上中ICと三方五湖PA/SIC - 若狭三方IC間は4車線化優先整備区間[15][16][17]
- ※3 : 一部4車線区間有り。

#### 4車線化事業
福知山IC - 舞鶴西IC間は、1999年（平成11年）1月8日に4車線化事業が着手されたものの、道路公団民営化の影響で、先行して工事が進められていた綾部IC - 綾部JCT - 綾部PA間（2003年3月1日完成）を除き、事実上の保留状態となっていた。しかし、当該区間は完成4車線の吉川JCT - 福知山ICと比べて事故率が極めて高い状況にある上、全線開通による交通量の増大が想定されるなど状況が変化したことから、2013年に再事業化、綾部PA - 舞鶴西ICは2018年11月3日に先行して4車線化され、福知山IC - 綾部ICは2021年3月26日に4車線化された。
また、2019年（平成31年）3月29日に舞鶴東IC - 大飯高浜IC間、大飯高浜IC - 小浜西IC間の一部において、国土交通省より4車線化工事の事業許可を受ける事となった。

### サービスエリア・パーキングエリア
売店は西紀サービスエリア (SA)、三方五湖パーキングエリア (PA) に設置されており、24時間営業。ガソリンスタンド、レストランは西紀SAのみに設置されており、深夜営業はしていない。また西紀SA以北は北陸自動車道の南条SAまたは賤ヶ岳SAまで150 km以上にわたってガソリンスタンドがないことから、三方五湖PAにて緊急時用のガソリン・軽油を販売している。

### 主なトンネルと橋
| 区間                        | 構造物名           | 長さ    | 長さ    |
| 区間                        | 構造物名           | 上り線  | 下り線  |
| --------------------------- | ------------------ | ------- | ------- |
| 三田西IC - 丹南篠山口IC     | 藍本トンネル       | 456 m   | 472 m   |
| 三田西IC - 丹南篠山口IC     | 丹南武庫川橋       | 310 m   | 310 m   |
| 三田西IC - 丹南篠山口IC     | 丹南第一トンネル   | 797 m   | 819 m   |
| 三田西IC - 丹南篠山口IC     | 丹南第二トンネル   | 547 m   | 507 m   |
| 西紀SA - 春日IC/JCT         | 丹波第一トンネル   | 2,357 m | 2,361 m |
| 春日IC/JCT - 六人部PA       | 日ヶ奥トンネル     | 325 m   | 336 m   |
| 春日IC/JCT - 六人部PA       | 丹波第二トンネル   | 1,458 m | 1,438 m |
| 福知山IC - 綾部IC           | 石原興トンネル     | 309 m   | 303 m   |
| 福知山IC - 綾部IC           | 由良川橋           | 554 m   | 520 m   |
| 福知山IC - 綾部IC           | 私市円山トンネル。 | 125 m   | 122 m   |
| 福知山IC - 綾部IC           | 私市トンネル       | 748 m   | 767 m   |
| 綾部IC - 綾部JCT            | 城山トンネル       | 517 m   | 603 m   |
| 綾部PA - 舞鶴西IC           | 黒谷真倉トンネル   | 2,213 m | 2,241 m |
| 舞鶴西ICインター線          | 池内トンネル       | 207 m   | 207 m   |
| 舞鶴西IC - 舞鶴東IC         | 行永トンネル       |         | 296 m   |
| 舞鶴西IC - 舞鶴東IC         | 木ノ下トンネル     |         | 981 m   |
| 舞鶴PA - 大飯高浜IC         | 三国岳トンネル     | 1,103 m |         |
| 舞鶴PA - 大飯高浜IC         | 関屋トンネル       | 742 m   |         |
| 舞鶴PA - 大飯高浜IC         | 高浜トンネル       | 2,035 m |         |
| 舞鶴PA - 大飯高浜IC         | 大飯トンネル       | 759 m   |         |
| 大飯高浜IC - 小浜西IC       | 石山トンネル       | 1,088 m |         |
| 大飯高浜IC - 小浜西IC       | 鹿野トンネル       | 858 m   |         |
| 大飯高浜IC - 小浜西IC       | 神崎トンネル       | 443 m   |         |
| 大飯高浜IC - 小浜西IC       | 父子トンネル       | 1,193 m |         |
| 大飯高浜IC - 小浜西IC       | 野尻トンネル       | 306 m   |         |
| 大飯高浜IC - 小浜西IC       | 飯盛山トンネル     |         | 1,742 m |
| 加斗PA - 小浜IC             | 加斗トンネル       |         | 390 m   |
| 加斗PA - 小浜IC             | 谷田部トンネル     |         | 1,052 m |
| 加斗PA - 小浜IC             | 今富トンネル       |         | 806 m   |
| 小浜IC - 若狭上中IC         | 国富トンネル       |         | 2,897 m |
| 小浜IC - 若狭上中IC         | 本保トンネル       |         | 729 m   |
| 小浜IC - 若狭上中IC         | 大谷トンネル       |         | 427 m   |
| 小浜IC - 若狭上中IC         | 鳥羽トンネル       |         | 2,109 m |
| 若狭上中IC - 三方五湖PA/SIC | 鈴ヶ嶽トンネル     |         | 723 m   |
| 若狭上中IC - 三方五湖PA/SIC | 田上トンネル       |         | 1,269 m |
| 若狭上中IC - 三方五湖PA/SIC | 佐古トンネル       |         | 917 m   |
| 若狭上中IC - 三方五湖PA/SIC | 鳥浜トンネル       | 148 m   | 149 m   |
| 三方五湖PA/SIC - 若狭三方IC | 気山トンネル       |         | 280 m   |
| 若狭三方IC - 若狭美浜IC     | 矢筈山トンネル     |         | 2,418 m |
| 若狭三方IC - 若狭美浜IC     | 御嶽山トンネル     | 1,338 m |         |
| 若狭美浜IC - 敦賀南SIC      | 野坂岳トンネル     |         | 2,270 m |
| 敦賀南SIC - 敦賀JCT         | 岩籠トンネル       |         | 1,747 m |
| 敦賀南SIC - 敦賀JCT         | 敦賀衣掛大橋       |         | 570 m   |
| 敦賀南SIC - 敦賀JCT         | 中郷トンネル       |         | 1,038 m |

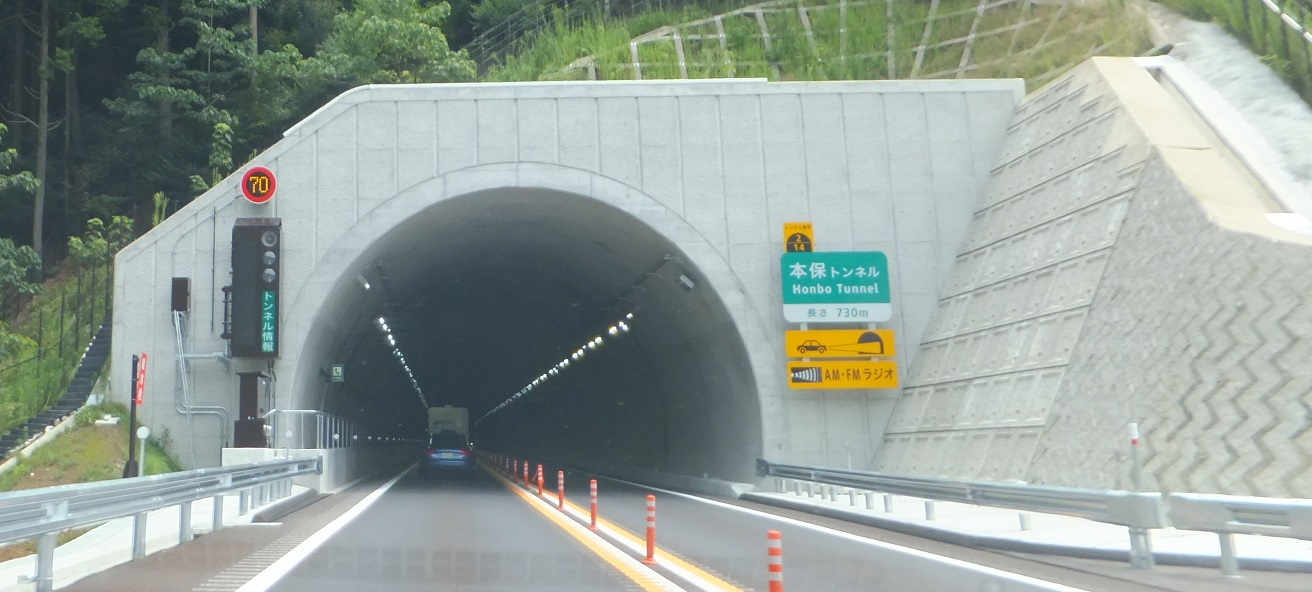
本保トンネル

※舞鶴西IC - 敦賀JCT間は暫定2車線の対面通行。構造物の長さは標識に記されているもの。

#### トンネルの数
| 区間                        | 上り線 | 下り線 |
| --------------------------- | ------ | ------ |
| 吉川JCT - 三田西IC          | 0      | 0      |
| 三田西IC - 丹南篠山口IC     | 3      | 3      |
| 丹南篠山口IC - 西紀SA       | 0      | 0      |
| 西紀SA - 春日IC/JCT         | 1      | 1      |
| 春日IC/JCT - 六人部PA       | 2      | 2      |
| 六人部PA - 福知山IC         | 0      | 0      |
| 福知山IC - 綾部IC           | 3      | 3      |
| 綾部IC - 綾部JCT            | 1      | 1      |
| 綾部JCT - 綾部PA            | 0      | 0      |
| 綾部PA - 舞鶴西IC           | 1      | 1      |
| 舞鶴西IC - 舞鶴東IC         | 2      | 2      |
| 舞鶴東IC - 舞鶴PA           | 0      | 0      |
| 舞鶴PA - 大飯高浜IC         | 4      | 4      |
| 大飯高浜IC - 小浜西IC       | 6      | 6      |
| 小浜西IC - 加斗PA           | 0      | 0      |
| 加斗PA - 小浜IC             | 3      | 3      |
| 小浜IC - 若狭上中IC         | 4      | 4      |
| 若狭上中IC - 三方五湖PA/SIC | 4      | 4      |
| 三方五湖PA/SIC - 若狭三方IC | 1      | 1      |
| 若狭三方IC - 若狭美浜IC     | 2      | 2      |
| 若狭美浜IC - 敦賀南SIC      | 1      | 1      |
| 敦賀南SIC - 敦賀JCT         | 2      | 2      |
| 合計                        | 40     | 40     |

※舞鶴西IC - 敦賀JCT間は暫定2車線の対面通行であるため、上下線で1本のトンネルとなっている。
※三田西IC－福知山IC間のトンネル内では下記記載のAMラジオが聴取可能である。
| 放送局     | 周波数（kHz） |
| ---------- | ------------- |
| NHK第1     | 666           |
| NHK第2     | 828           |
| ラジオ関西 | 558           |
| 朝日放送   | 1008          |
| 毎日放送   | 1179          |
| ラジオ大阪 | 1314          |

### 道路管理者
- 西日本高速道路株式会社 関西支社
  - 神戸管理事務所 : 吉川JCT - 三田西IC
  - 福知山高速道路事務所 : 三田西IC - 小浜IC（小浜ICを含む）
- 中日本高速道路株式会社 金沢支社
  - 敦賀保全・サービスセンター : 小浜IC - 敦賀JCT（小浜ICを含まない）

#### ハイウェイラジオ
- 西紀（丹南篠山口IC - 春日IC）
- 国富（小浜IC - 若狭上中IC 国富トンネル内）
- 岩籠（敦賀南SIC - 敦賀JCT 岩籠トンネル内）

### 交通量
24時間交通量（台） 道路交通センサス
| 区間                       | 平成11（1999）年度 | 平成17（2005）年度 | 平成22（2010）年度 | 平成27（2015）年度 | 令和3（2021）年度 |
| -------------------------- | ------------------ | ------------------ | ------------------ | ------------------ | ----------------- |
| 吉川JCT - 三田西IC         | 17,505             | 17,574             | 23,348             | 19,705             | 17,946            |
| 三田西IC - 丹南篠山口IC    | 15,568             | 16,131             | 27,895             | 18,682             | 16,479            |
| 丹南篠山口IC - 春日JCT/IC  | 11,761             | 12,703             | 24,694             | 15,723             | 13,941            |
| 春日JCT/IC - 福知山IC      | 09,213             | 09,636             | 17,684             | 09,854             | 08,516            |
| 福知山IC - 綾部IC          | 05,365             | 05,869             | 14,970             | 08,045             | 07,537            |
| 綾部IC - 綾部JCT           | 05,288             | 06,093             | 16,322             | 08,343             | 07,737            |
| 綾部JCT - 舞鶴西IC         | 04,734             | 05,130             | 16,241             | 08,573             | 07,902            |
| 舞鶴西IC - 舞鶴東IC        | 02,892             | 03,682             | 11,535             | 06,348             | 06,035            |
| 舞鶴東IC - 大飯高浜IC      | 調査当時未開通     | 02,121             | 07,758             | 04,437             | 04,446            |
| 大飯高浜IC - 小浜西IC      | 調査当時未開通     | 01,729             | 06,397             | 04,230             | 04,229            |
| 小浜西IC - 小浜IC          | 調査当時未開通     | 調査当時未開通     | 調査当時未開通     | 04,618             | 04,912            |
| 小浜IC - 若狭上中IC        | 調査当時未開通     | 調査当時未開通     | 調査当時未開通     | 05,430             | 06,118            |
| 若狭上中IC - 三方五湖PASIC | 調査当時未開通     | 調査当時未開通     | 調査当時未開通     | 05,700             | 06,445            |
| 三方五湖PASIC - 若狭三方IC | 調査当時未開通     | 調査当時未開通     | 調査当時未開通     | 05,700             | 06,523            |
| 若狭三方IC - 若狭美浜IC    | 調査当時未開通     | 調査当時未開通     | 調査当時未開通     | 05,853             | 06,610            |
| 若狭美浜IC - 敦賀南SIC     | 調査当時未開通     | 調査当時未開通     | 調査当時未開通     | 05,050             | 05,498            |
| 敦賀南SIC - 敦賀JCT        | 調査当時未開通     | 調査当時未開通     | 調査当時未開通     | 05,050             | 05,477            |

（出典：「道路・街路交通量情勢調査（道路交通センサス）　平成11年度調査結果」（兵庫県ホームページ）・「平成17年度道路交通センサス調査結果（京都府ホームページ）・平成22年度道路交通センサス」・「平成27年度全国道路・街路交通情勢調査」・「令和3年度全国道路・街路交通情勢調査」（国土交通省ホームページ）より一部データを抜粋して作成）
- 平成22年度の調査期間中において吉川JCT - 小浜西ICでは、高速道路無料化社会実験が行われていた。（ただし、吉川JCTは中国自動車道のみの接続なので、吉川JCT - 三田西IC間のみの無料通行はできなかった。）

#### 利用状況
利用台数は月約100万台強。特に近年では北近畿豊岡自動車道の開通に伴って兵庫県北部の玄関口となった春日ICの利用者が急増し、丹南篠山口ICを抜いて月20万台の利用を記録している。舞鶴若狭自動車道自体の利用台数も約5%前後増加している。
2010年（平成22年）6月28日の無料化社会実験開始後、舞鶴東IC - 大飯高浜IC間の平均交通量は、実験開始前1週間と比較して約3倍に増加した。

## 地理

### 通過する自治体
- 兵庫県
  - 三木市 - 三田市 - 丹波篠山市 - 丹波市
- 京都府
  - 福知山市 - 綾部市 - 舞鶴市
- 福井県
  - 大飯郡高浜町 - 大飯郡おおい町 - 小浜市 - 三方上中郡若狭町 - 三方郡美浜町 - 敦賀市

### 接続する高速道路
- E2A 中国自動車道（吉川JCTで接続）
- E72 北近畿豊岡自動車道（春日IC/JCTで接続）
- E9 京都縦貫自動車道（綾部JCTで接続）
- E8 北陸自動車道（敦賀JCTで接続）